# Joe Kleine
Joseph William "Joe" Kleine (Colorado Springs, Colorado, 4 de gener de 1962) és un exjugador de bàsquet nord-americà que va jugar durant 15 temporades com a professional a l'NBA. Amb els seus 2,13 metres d'alçada, jugava a la posició de pivot.

## Trajectòria esportiva

### Universitat
Va començar la seva carrera col·legial a la Universitat de Notre Dame, on solament va jugar una temporada, disposant de pocs minuts. A l'any següent va ser transferit a la Universitat d'Arkansas, on va completar tres bones temporades, fent una mitjana de 18,1 punts i 8,3 rebots per partit, sent triat en dues ocasions en el millor quintet de la Southeastern Conference. En l'actualitat és el sisè màxim anotador de la història dels Razorbacks, amb 1.753 punts.

### Internacional
Va ser convocat amb la selecció de bàsquet dels Estats Units per participar en els Jocs Olímpics de Los Ángeles 1984, on van aconseguir la medalla d'or davant la selecció espanyola.

### Professional
Va ser triat en la sisena posició del Draft de l'NBA de 1985 per Sagrament Kings, on va jugar durant 3 temporades i mitja, abans de ser traspassat als Boston Celtics, on va actuar com a suplent de Robert Parish. Després de 5 temporades a Massachusetts, va recalar a les files dels Phoenix Suns, cada vegada jugant menys minuts, i aportant més en defensa que en atac. A partir de la temporada 1996-97 va iniciar un periple per diversos equips, que el portaria a jugar amb Los Angeles Lakers, New Jersey Nets, Chicago Bulls (on guanyaria el seu únic anell de campió el 1998), de nou els Suns per acabar la seva carrera a Portland Trail Blazers.
En les seves 15 temporades com a professional va fer una mitjana de 4,8 punts i 4,1 rebots per partit.